# Ulrich Opelt
Ulrich Opelt es un deportista de la RDA que compitió en piragüismo en la modalidad de eslalon. Ganó dos medallas en el Campeonato Mundial de Piragüismo en Eslalon de 1971, oro en C2 por equipos y bronce en C2 individual.

## Palmarés internacional
| Campeonato Mundial | Campeonato Mundial | Campeonato Mundial | Campeonato Mundial |
| Año                | Lugar              | Medalla            | Competición        |
| ------------------ | ------------------ | ------------------ | ------------------ |
| 1971               | Merano (Italia)    | Medalla de oro     | C2 por equipos     |
| 1971               | Merano (Italia)    | Medalla de bronce  | C2 individual      |